# Lijst van vogelgeslachten alfabetisch
Deze Lijst van vogelgeslachten is een index naar de artikelen van alle 2342 recente vogelgenera in de IOC World Bird List versie 13.2 (2023) .
Versie 13.2 genera die niet in v13.1 waren: Dessonornis, Heterotetrax, Icthyophaga, Bradornis, Agricola (geslacht), en Sigelus.

Elke regel heeft het formaat:
```
 Nr. 
Genusnaam
 
Auteur(s)
, Publicatiejaar  aantal soorten(spp)  wetenschappelijke familienaam  Nederlandse naam - Orde(iformes)
```

Noot: Genera met maar één soort linken direct naar soort